# Sättuna
Sättuna är en småort i Kaga socken i Östergötland norr om Linköping. Den är belägen vid stranden av sjön Roxen, mellan Svartåns och Stångåns utflöden i sjön. 

## Historia
Namnet betyder "tuna vid sjön". Tuna anses av ortnamnsforskningen syfta på kungsgårdar eller motsvarande centralorter från första årtusendet e.Kr. 
Vid Sättuna finns också en mycket stor gravhög kallad Sättunahögen. Den är 35 meter i diameter och fem meter hög. Sättunahögens datering är okänd.
De ovannämnda indikationerna ledde arkeologen Martin Rundkvist till att genomföra en serie undersökningar vid Sättuna åren 2006-2008 i samarbete med bl.a. Östergötlands länsmuseum och Fornminnesföreningen i Göteborg. Fynden avslöjade en av Östergötlands rikaste järnåldersboplatser, med dateringar från ca år 400-1000. Spår av smyckegjutning under 500-talet framkom, samt en vendeltida mönsterpatris för tillverkning av miniatyrfigurer i guldbleck (s.k. guldgubbar), den dittills enda som var känd norr om Danmark och Skåne (se Uppåkra). Rundkvist jämförde Sättunaboplatsen med den omtalade Slöingeboplatsen i Halland. Därtill konstaterades svagare spår av strandverksamhet under senmesolitikum.